# أكر (مغني)
أكر (بالإنجليزية: Akir) مغن راب أمريكي ذو أصل أفريقي حديث الغناء ومسجل لمجموعة تسجيلات إيمورتال تيكنيك Immortal Technique، له البوم غنائي فردي جديد عام 2005 وهو Politricks

## ألبومات وأعمال موسيقية
- 2005 - Politricks

## روابط
- الموقع الشخصي لأكر.

## روابط خارجية
- أكر على موقع ميوزك برينز (الإنجليزية)
- أكر على موقع ديسكوغز (الإنجليزية)